# Esto no es un disco de punk
Esto no es un disco de punk es el segundo álbum de estudio de la banda española de pop punk Pignoise, que no tuvo repercusión alguna en el mercado por falta de promoción.

## Lista de canciones
1. Diez horas - 2:32
2. Como un loco por ti - 3:47
3. En mi habitación - 3:22
4. Me parto los dientes - 3:45
5. Odiándote - 3:12
6. Todo va a seguir igual - 3:32
7. Mi universo - 2:54
8. Muero - 2:25
9. Lento - 3:10
10. No sé quién soy - 3:06
11. Xq tú no estás - 3:35
12. Roto todo - 3:41
13. Un extranjero - 3:18
14. Sigo esperándote - 4:23
15. Olvídame y pega la vuelta - 3:12

- Datos: Q8845713